# Кошмар перед Рождеством
«Кошмар перед Рождеством» (англ. The Nightmare Before Christmas) — американский покадровый анимационный готический музыкальный фэнтезийный фильм 1993 года, снятый Генри Селиком в его полнометражном режиссёрском дебюте. Фильм был спродюсирован и основан на одноимённой поэме Тима Бёртона. В нём рассказывается история Джека Скеллингтона, короля Города Хэллоуина, который случайно натыкается на Рождественский городок и замышляет захватить праздник. Дэнни Эльфман написал песни и музыку, а также озвучил Джека. В главных ролях — Крис Сарандон, Кэтрин О’Хара, Уильям Хики, Кен Пейдж, Пол Рубенс, Гленн Шэдикс и Эд Айвори.
«Кошмар перед Рождеством» основан на поэме, написанной Бёртоном в 1982 году, когда он работал аниматором в Walt Disney Productions. После успеха «Винсента» у критиков в том же году Бёртон начал рассматривать вариант короткометражного фильма или получасового телевизионного спецвыпуска, но безуспешно. На протяжении многих лет мысли Бёртона регулярно возвращались к проекту, и в 1990 году он заключил соглашение о разработке с Walt Disney Studios. Производство началось в июле 1991 года; Disney изначально выпустила фильм через лейбл Touchstone Pictures, поскольку студия посчитала, что готический тон фильма будет «слишком мрачным и пугающим для детей».
Премьера «Кошмара перед Рождеством» состоялась на Нью-Йоркском кинофестивале 9 октября 1993 года, а ограниченный прокат состоялся 13 октября, а широкий прокат в кинотеатрах состоялся 29 октября. После выхода фильм имел коммерческий успех и был встречен критиками, заслужив похвалу за анимацию, особенно за новаторство покадровой анимации как вида искусства, а также за персонажей, песни и музыку. Несмотря на скромные кассовые сборы, фильм с тех пор завоевал множество поклонников и по праву считается одним из величайших анимационных фильмов всех времён. Он был номинирован на премию «Оскар» за лучшие визуальные эффекты, что стало первой номинацией для анимационного фильма; Он проиграл «Парку Юрского периода». Спустя 13 лет после выхода фильм был переиздан компанией Walt Disney Pictures и ежегодно перевыпускался в формате Disney Digital 3D с 2006 по 2010 год.
В 2023 году фильм был выбран Библиотекой Конгресса для сохранения в Национальном реестре фильмов США как имеющий «культурное, историческое или эстетическое значение».

## Сюжет
В этом мюзикле рассказывается о городе Хэллоуине, жители которого занимаются тем, что пугают людей в одноимённый праздник. Когда отгремел очередной Хэллоуин, двуликий (в буквальном смысле) мэр города раздаёт всем призы за лучшие трюки и выходки, но только главный герой, Джек Скеллингтон, не рад. Он главный на этом празднике, и на него равняются дети. В него влюблены ведьмы и морское чудовище неопределённого пола, и весь город смотрит на него с обожанием. Но он устал от этих однообразных праздников. Задумавшись об этом, он, в компании со своим призрачным псом по кличке Зиро, забредает на странную волшебную поляну за городом, по краям которой стоят деревья с вырезанными в них дверями, каждая из которых ведёт в другой мир-праздник.
Джек открывает дверь в форме рождественской ёлки и попадает в город Рождества. Он влюбляется в этот праздник так сильно, что решает устроить Рождество для людей сам, попробовав себя в роли Санта-Клауса. Джек долго готовится к этому и, чтобы ему никто не мешал, поручает шайке местных хулиганов — Шиту, Крыто и Корыту (англ. Lock, Shock and Barrel) — похитить Клауса.
Тайно влюблённая в Джека симпатичная девушка Салли, подобное чудовищу Франкенштейна создание местного сумасшедшего профессора-изобретателя Финкельштейна, чувствует, что Джек может испортить праздник и к тому же может пострадать сам. Но отговорить Скеллингтона не удаётся. Горожане шьют костюмы и делают страшные подарки-игрушки. В это время Шито, Крыто и Корыто отправляют Санта-Клауса к главному злодею Бугимэну.
Салли придумывает план, чтобы остановить Джека, однако Зиро выручает его, и план проваливается. Джек в костюме Санты на санях, запряжённых скелетами оленей, летит в мир людей. Вот только обнаруживается, что игрушки, сделанные в городе Хэллоуин, опасны — дело в том, что они скорее пытаются напугать детей, нежели порадовать. Военные силы ПВО начинают стрелять по парящим в небе саням. Джек поначалу воспринял это как салют в его честь. Однако, после того, как сани несколько раз задели снаряды, он начинает понимать истинный смысл «фейерверков», но уже слишком поздно: очередной снаряд наконец сбивает сани Джека-Санты, и их обломки вместе с оставшимися подарками падают на землю. Джека признают погибшим.
Скеллингтон, придя в себя в буквальном смысле на краю могилы (он упал на кладбище), осознаёт свои ошибки и пытается всё исправить, для чего намерен вернуть Санту-Клауса и сам праздник людям. Он проникает в логово Бугимена и вступает с ним в схватку. Когда Бугимен пробует сбежать, Джек ловит верёвку, которая удерживает оболочку Бугимена от разрыва и, засунув её в механизм, распускает оболочку злодея. Тот разваливается, жуки, из которых он состоит, гибнут, упав в кипяток, а Санта-Клаус раздавливает главного жука, когда тот пробует сбежать, после чего исправляет всё, что натворил Джек.
После спасения Санты и Салли Джек возвращается в родной город. Хэппи-энд ознаменован признанием Джека и Салли во взаимной любви и их поцелуем. Под весёлый хохот пролетающего над городком Хэллоуин Санты начинает медленно падать снег.

## В ролях (озвучивание)
- Крис Сарандон — Джек Скеллингтон (речь)
- Дэнни Эльфман — Джек Скеллингтон (вокал) / Корыто (англ. Barrel) / клоун без лица
- Кэтрин О’Хара — Салли / Крыто (англ. Shock)
- Уильям Хикки — доктор Финкельштейн
- Пол Рубенс — Шито (англ. Lock)
- Глен Шедикс — мэр
- Кен Пейдж — Бугимэн
- Эдвард Айвори — Санта-Клаус
- Кармен Туилли и другие
- Кристофер Ли — Рассказчик

## Производство
В 1982 году Бёртон, ещё будучи аниматором на студии Disney, написал поэму «Кошмар перед Рождеством». После успеха его короткометражки «Винсент» в том же году Disney стала рассматривать вопрос экранизации новой поэмы в качестве получасового телефильма. Контракт был заключён только в 1990 году; хронометраж проекта был расширен, а сам мультфильм предназначался для широкого проката. Съёмки начались в июле следующего года в Сан-Франциско. Walt Disney Pictures приняла решение выпустить фильм под лейблом своего подразделения Touchstone Pictures, так как находила проект «слишком мрачным и страшным для детей».

## Прокат
Мультфильм вышел в прокат на Филиппинах 27 октября 1993 года, в Канаде и США — 29 октября 1993 года, в Австрии и Португалии — 9 декабря 1994 года, в России — 9 ноября 1994 года. Занимает 11 место в списке самых кассовых кукольных мультфильмов и положительные отзывы критиков. В 2006 году он был перевыпущен в 3D-формате.

## Награды и номинации
- 1994 — номинация на премию «Оскар» за лучшие визуальные эффекты
- 1994 — 2 премии «Сатурн»: лучший фильм в жанре фэнтези, лучшая музыка (Дэнни Эльфман)
- 1994 — 2 номинации на премию «Сатурн»: лучший режиссёр (Генри Селик), лучшие спецэффекты
- 1994 — номинация на премию «Золотой глобус» за лучшую оригинальную музыку (Дэнни Эльфман)
- 1994 — номинация на премию «Хьюго» за лучшую постановку